# Nybrott (Larvik)
Die Nybrott (wörtlich: Neue Aufklärung) war eine norwegische Zeitung, die in Larvik in Vestfold gedruckt wurde.
Nybrot wurde am 9. September 1911 als eine Zeitung der Arbeiderpartiet gegründet. Am Anfang erschien sie wöchentlich, danach wurde sie zweimal in der Woche publiziert und ab 1915 wurde sie jeden Tag veröffentlicht. Am 10. Januar 1921 fusionierte sie mit der Zeitung Bratsberg-Demokraten und hieß fortan Folkets Dagblad, das nun als Regionalzeitung für die Telemark und Vestfold fungierte. Der Zusammenschluss wurde jedoch am 19. Mai 1922 wieder aufgehoben. Im Jahre 1926 wurde Nybrot ins modernere Nybrott umbenannt.
Während des Zweiten Weltkrieges wurde Nybrott mit der Østlands-Posten per Dekret der National-Sozialisten zusammengeführt. Die neue Zeitung hieß Larvik Dagblad und wurde zwischen dem 1. Juli 1943 und dem 31. Mai 1945 herausgegeben.
Ab 1970 war Arne Tumyr Herausgeber. Ein Jahr später wurde die Zeitung in eine Morgenzeitung umgewandelt. Tumyr ließ die Zeitung auf Tabloid-Format umstellen, das jedoch nicht vor 1983 eingeführt wurde. Im selben Jahr riss die Zeitung sich von der Arbeiterpartei los. Trotz Unterstützung aus der Arbeiterbewegung geriet die Zeitung in finanzielle Schwierigkeiten, so dass nach der letzten Ausgabe vom 18. August 1984 die Herausgabe eingestellt werden musste.

## Belege
1. 1 2 3  Tor Are Johansen: Nybrott. In: Idar Flo: Norske aviser fra A til Å (Norsk presses historie 1660–2010. Band 4). Universitetsforlaget, Oslo 2010. ISBN 978-82-15-01604-7, S. 255.